# Argyroderma
Az Argyroderma a szegfűvirágúak (Caryophyllales) rendjébe, ezen belül a kristályvirágfélék (Aizoaceae) családjába tartozó nemzetség.

## Előfordulásuk
Az Argyroderma-fajok természetes előfordulási területe kizárólag a Dél-afrikai Köztársaságban van.

## Rendszerezés
A nemzetségbe az alábbi 11 faj és 1 természetes hibrid tartozik:
- Argyroderma congregatum L.Bolus
- Argyroderma crateriforme (L.Bolus) N.E.Br.
- Argyroderma delaetii C.A.Maass
- Argyroderma fissum (Haw.) L.Bolus
- Argyroderma framesii L.Bolus
- Argyroderma × octophyllum (Haw.) Schwantes
- Argyroderma patens L.Bolus
- Argyroderma pearsonii (N.E.Br.) Schwantes
- Argyroderma ringens L.Bolus
- Argyroderma subalbum (N.E.Br.) N.E.Br.
- Argyroderma testiculare (Aiton) N.E.Br. - típusfaj
- Argyroderma theartii van Jaarsv.